# K Lyra-Lierse Berlaar
El Koninklijke Lyra-Lierse Berlaar, abreviado K. Lyra-Lierse, es un club de fútbol belga de Lier, que juega en la localidad de Berlaar, en la provincia de Amberes. El club está afiliado a la Asociación Belga de Fútbol con el número de matrícula 52. Sin embargo, los seguidores lo llaman Lyra-Lierse. El club fue fundado en 1972 y recibió el número de matrícula 7776, después de que Koninklijke Lyra (número de registro 52), fundado en 1909, se fusionara con Koninklijke Lierse Sportkring. El club fue ascendiendo poco a poco en las divisiones provinciales hasta llegar a la división nacional. En junio de 2017, Koninklijke Lyra TSV recompró el antiguo número de matrícula 52 y desapareció el número 7776. En junio de 2018, el club cambió su nombre a K. Lyra-Lierse Berlaar. Actualmente compite en la División Nacional 1, tercer nivel del fútbol belga.

## Historia

### Primer periodo (1909-1972)
Desde 1909 jugaba en Lier el TSV Lyra (Club de Gimnasia y Deportes Lyra), más tarde pasó a llamarse Koninklijke Lyra. El club estaba afiliado a la asociación de fútbol con el número de matrícula 52. Lyra jugó durante muchos años en las dos primeras divisiones nacionales. Los años antes, durante y después de la Segunda Guerra Mundial, el club vivió su mejor época, jugando varias temporadas en primera división, incluyendo una final de copa en 1935. Sin embargo, el club descendió definitivamente de la primera división en la década de los 50, en la década siguiente el club incluso llegó a descender a Tercera división. Finalmente, el 12 de abril de 1972, el departamento de fútbol del club se fusionó con el vecino K. Lierse Sportkring (matrícula n.º 30), que continuó como Koninklijke Lierse SV con el número base de Lierse.

### Restablecimiento del club (1972-2018)
El club fue fundado el 16 de junio de 1972. Como Koninklijke Lyra TSV, el nuevo club se unió a la asociación de fútbol y recibió el número de matrícula 7776. El club comenzó en las categorías más bajas del fútbol provincial. Después de sólo una temporada, en la 1972/73, el club consiguió el ascenso a Tercera provincial. En la 1973/74 consiguieron un nuevo ascenso a Segunda provincial. Continuaron jugando allí durante varios años hasta que se proclamó campeón en la campaña 1977/78. Lyra había logrado 53 puntos de 60 y ascendió a Primera provincial por primera vez. En 1982 el club bajó a Segunda provincial, pero a los pocos años Lyra lograría un fuerte avance en poco tiempo. Después de un nuevo título sin problemas en 1987, a Lyra se le permitió regresar a la división provincial más alta. En 1987/88, la primera temporada de regreso en primera, Lyra se convirtió en campeón absoluto y ascendió a la Promoción nacional por primera vez desde su refundación. En 1988/89, el primer año en Promoción, el club quedó segundo, después del campeón KVO Aarschot. La temporada siguiente, Lyra consiguió el título y ascendió a Tercera División. El club siguió jugando allí durante dos temporadas, hasta que descendió y pasó el resto de la década de los 90 en Cuarta división nuevamente. En 2000 el club volvió a hacerse con el título, y jugó cinco temporadas en Tercera, pero en 2005 volvió a descender a Cuarta.
El 4 de mayo de 2014, Lyra disputó su último partido en su feudo, el Lyra Stadium. A partir de la temporada 2014-2015, el club se ve obligado a trasladarse al recinto del antiguo KFC Rita Berlaar durante unas temporadas, antes de poder entrar en el estadio que se construirá en el Hoge Velden de Lier. En junio de 2017, Lyra TSV recompró la antigua matrícula n.º 52. La temporada siguiente, también ganó en Primera provincial y volvió a la serie nacional. 

### Después de la quiebra de Koninklijke Lierse Sportkring (mayo de 2018)
En junio de 2018, el club cambió su nombre a Koninklijke Lyra-Lierse Berlaar como resultado de una colaboración con algunos de los seguidores del antiguo Koninklijke Lierse Sportkring. La KBVB se negó a permitir el uso de SK en el nombre Koninklijke Lyra-Lierse SK propuesto por el club. Debido al traslado temporal del equipo A a Berlaar, la KBVB obligó al club a agregar Berlaar al nombre del club. El club se hizo cargo del trabajo juvenil del extinto Koninklijke Lierse Sportkring. El club tiene como objetivo principal un anclaje con la ciudad y una gran contribución de los aficionados. Los seguidores están representados legalmente en la junta directiva del club a través del colectivo Pallieter Supporters y poseen una "acción de oro" que les otorga derechos de veto sobre el nombre, la ubicación y los colores del club. 
Lyra-Lierse arrancó en la 2018-19, su primera temporada con el nuevo nombre, en Tercera división Aficionada. Tras una fuerte primera vuelta de campeonato en el que acabó segundo por detrás del inaccesible KVK Tienen, Lyra-Lierse experimentó un bajón en la segunda vuelta en la que terminó decimocuarto. Se ganó el tercer tiempo. Lyra-Lierse terminó en tercer lugar en la clasificación general con 52 puntos, detrás de KVK Tienen y KFC Houtvenne. En la ronda final, KAC Betekom ganó 1-0 en casa en el primer juego. La final contra el KSKV Zwevezele se perdió 2-0 en el campo del KM Torhout en 1992. 
Durante la temporada 2019-20, Lyra-Lierse ganó las dos vueltas. Al final, debido a COVID, la temporada se detuvo después de 24 días de partido. Lyra-Lierse se proclamó campeón con 49 puntos por delante de City Pirates (48), Heur-Tongeren (48) y KFC Houtvenne (45), que acabaron ascendiendo a División 2 (antes Segunda División Aficionada).
La primera temporada (2020-21) en la División 2 se canceló por completo después de 4 jornadas debido a la crisis del coronavirus.
Después de cuatro campañas en la categoría, asciende a la División Nacional 1 al término de la temporada 2023-24.

## Escudo
En 2018, K. Lyra-Lierse lanzó su nuevo escudo. Tuvieron en cuenta tanto las tradiciones de K. Lyra TSV (52) como las de K. Lierse SK (30) y muestra un fuerte vínculo con la ciudad de Lier.
En el pasado, ambos clubes tenían un logo gótico temprano en forma de escudo. Por lo tanto, la elección de continuar con esta tradición y mantener la forma era obvia. El escudo está inclinado en diagonal en su lugar para acomodar elementos tanto de Lyra como de Lierse. En la parte superior izquierda hay 3 galones medio rojos y blancos que hacen referencia a los colores originales del club de K. Lyra TSV y se derivan de los galones que se pueden encontrar en el escudo de armas de la ciudad de Lier. En la parte inferior derecha, como referencia a K. Lierse SK, se han elegido rayas verticales de color amarillo-negro, que es una referencia a las camisetas tradicionales de Lierse.
La corona de estilo minimalista hace referencia por un lado a los antiguos logos de ambos clubes. Por otro lado, la corona tiene un remate de cinco puntas, que hace referencia al escudo de armas de la ciudad de Lier y las cinco puertas de la ciudad de Lier.

## Temporada a temporada
| Temporada                            | Nivel | Nivel | Nivel | Nivel | Nivel | Nivel | Denominación                                          | Puntuación                                            | Observaciones                                                                      | Copa de Belgica                                       |
|                                      | I     | I     | II    | III   | IV    | P.I   |                                                       |                                                       |                                                                                    | Copa de Belgica                                       |
| ------------------------------------ | ----- | ----- | ----- | ----- | ----- | ----- | ----------------------------------------------------- | ----------------------------------------------------- | ---------------------------------------------------------------------------------- | ----------------------------------------------------- |
| como Koninklijke Lyra TSV            |       |       |       |       |       |       |                                                       |                                                       |                                                                                    |                                                       |
| 1987/88                              |       |       |       |       |       | 1     | Primera prov                                          | 43                                                    |                                                                                    |                                                       |
| 1988/89                              |       |       |       |       | 2     |       | Cuarta B                                              | 41                                                    |                                                                                    | 1/16                                                  |
| 1989/90                              |       |       |       |       | 1     |       | Cuarta B                                              | 43                                                    |                                                                                    |                                                       |
| 1990/91                              |       |       |       | 9     |       |       | Tercera B                                             | 30                                                    |                                                                                    | 1/16                                                  |
| 1991/92                              |       |       |       | 16    |       |       | Tercera B                                             | 18                                                    |                                                                                    | 4R                                                    |
| 1992/93                              |       |       |       |       | 11    |       | Cuarta B                                              | 29                                                    |                                                                                    | 4R                                                    |
| 1993/94                              |       |       |       |       | 12    |       | Cuarta B                                              | 27                                                    |                                                                                    | 1R                                                    |
| 1994/95                              |       |       |       |       | 9     |       | Cuarta B                                              | 32                                                    |                                                                                    | 3R                                                    |
| 1995/96                              |       |       |       |       | 9     |       | Cuarta B                                              | 39                                                    | Introduccción del sistema de tres puntos                                           | 3R                                                    |
| 1996/97                              |       |       |       |       | 6     |       | Cuarta B                                              | 45                                                    |                                                                                    | 2R                                                    |
| 1997/98                              |       |       |       |       | 13    |       | Cuarta B                                              | 30                                                    |                                                                                    | 1R                                                    |
| 1998/99                              |       |       |       |       | 10    |       | Cuarta B                                              | 41                                                    |                                                                                    | 3R                                                    |
| 1999/00                              |       |       |       |       | 1     |       | Cuarta B                                              | 54                                                    |                                                                                    | 2R                                                    |
| 2000/01                              |       |       |       | 3     |       |       | Tercera A                                             | 53                                                    |                                                                                    | 3R                                                    |
| 2001/02                              |       |       |       | 8     |       |       | Tercera B                                             | 40                                                    |                                                                                    | 5R                                                    |
| 2002/03                              |       |       |       | 5     |       |       | Tercera B                                             | 42                                                    |                                                                                    | 3R                                                    |
| 2003/04                              |       |       |       | 10    |       |       | Tercera A                                             | 35                                                    |                                                                                    | 4R                                                    |
| 2004/05                              |       |       |       | 15    |       |       | Tercera A                                             | 22                                                    |                                                                                    | 3R                                                    |
| 2005/06                              |       |       |       |       | 3     |       | Cuarta C                                              | 56                                                    |                                                                                    | 3R                                                    |
| 2006/07                              |       |       |       |       | 2     |       | Cuarta C                                              | 52                                                    |                                                                                    | 2R                                                    |
| 2007/08                              |       |       |       |       | 7     |       | Cuarta B                                              | 42                                                    |                                                                                    | 5R                                                    |
| 2008/09                              |       |       |       |       | 3     |       | Cuarta C                                              | 49                                                    |                                                                                    | 1R                                                    |
| 2009/10                              |       |       |       |       | 8     |       | Cuarta B                                              | 41                                                    |                                                                                    | 2R                                                    |
| 2010/11                              |       |       |       |       | 5     |       | Cuarta B                                              | 46                                                    |                                                                                    | 5R                                                    |
| 2011/12                              |       |       |       |       | 12    |       | Cuarta B                                              | 33                                                    |                                                                                    | 2R                                                    |
| 2012/13                              |       |       |       |       | 10    |       | Cuarta C                                              | 42                                                    |                                                                                    | 3R                                                    |
| 2013/14                              |       |       |       |       | 11    |       | Cuarta C                                              | 35                                                    |                                                                                    | 2R                                                    |
| 2014/15                              |       |       |       |       | 10    |       | Cuarta C                                              | 41                                                    |                                                                                    | 2R                                                    |
| 2015/16                              |       |       |       |       | 16    |       | Cuarta C                                              | 17                                                    |                                                                                    | 1R                                                    |
|                                      | 1A    | 1B    | 1Am   | 2Am   | 3Am   | P.I   | desde 2016-17 hay 3 niveles nacionales y 2 regionales | desde 2016-17 hay 3 niveles nacionales y 2 regionales | desde 2016-17 hay 3 niveles nacionales y 2 regionales                              | desde 2016-17 hay 3 niveles nacionales y 2 regionales |
| 2016/17                              |       |       |       |       |       | 4     | Primera prov. Antw.                                   | 51                                                    |                                                                                    |                                                       |
| 2017/18                              |       |       |       |       |       | 1     | Primera prov. Antw.                                   | 68                                                    | Finalista Copa de Amberes                                                          |                                                       |
| como Koninklijke Lyra-Lierse Berlaar |       |       |       |       |       |       |                                                       |                                                       |                                                                                    |                                                       |
| 2018/19                              |       |       |       |       | 3     |       | Tercera div. Afic.                                    | 52                                                    | Finalista ronda final                                                              | 2R                                                    |
| 2019/20                              |       |       |       |       | 1     |       | Tercera div. Afic.                                    | 49                                                    | Campeón al suspenderse la competición antes de tiempo debido al brote de covid-19. | 4R                                                    |
| 2020/21                              |       |       |       |       |       |       | División 2                                            |                                                       | Temporada cancelada debido a la pandemia                                           | 4R                                                    |
| 2021/22                              |       |       |       | 3     |       |       | División 2                                            | 57                                                    | Semifinal ronda final a 1 Nacional.                                                | 5R                                                    |
| 2022/23                              |       |       |       | 6     |       |       | División 2                                            | 55                                                    |                                                                                    | 4R                                                    |
| 2023/24                              |       |       |       | 3     |       |       | División 2                                            | 60                                                    |                                                                                    |                                                       |